# Upper Sileru Project Site Camp
Upper Sileru Project Site Camp là một thị trấn thống kê (census town) của huyện Visakhapatnam thuộc bang Andhra Pradesh, Ấn Độ.

## Nhân khẩu
Theo điều tra dân số năm 2001 của Ấn Độ, Upper Sileru Project Site Camp có dân số 4744 người. Phái nam chiếm 54% tổng số dân và phái nữ chiếm 46%. Upper Sileru Project Site Camp có tỷ lệ 61% biết đọc biết viết, cao hơn tỷ lệ trung bình toàn quốc là 59,5%: tỷ lệ cho phái nam là 72%, và tỷ lệ cho phái nữ là 47%. Tại Upper Sileru Project Site Camp, 13% dân số nhỏ hơn 6 tuổi.